# 부석종 (1964년)
부석종(夫石鍾, 1964년 1월 8일 ~  )은 대한민국 제34대 해군참모총장이다.

## 학력
- 1986년 : 해군사관학교 40기
- 1999년 : 말레이시아 합동참모대학
- 2001년 : 경남대학교 경영대학원 석사

## 진급
- 1986년 : 해군 소위 임관
- 2013년 : 해군 준장 진급
- 2015년 : 해군 소장 진급
- 2018년 : 해군 중장 진급
- 2020년 : 해군 대장 진급

## 경력
- 고속정 편대장
- 전남함(FF 957) 부장
- 순천함(PCC 767) 함장
- 제주기지사업단 계획통제실장
- 2009.12 ~ 2011.01 : 왕건함장
- 2010.06 ~ 2011.01 : 소말리아 해역 호송전대장 (5진)
- 2012.01 ~ 2013.01 : 해군 제2함대사령부 참모장
- 2013.01 ~ 2013.12 : 해군 제2함대사령부 제21구축함전대장
- 2013.12 ~ 2015.11 : 제주민군복합형 관광미항 건설사업단장
- 2015.11 ~ 2016.05 : 해군본부 정보작전지원참모부장
- 2016.05 ~ 2018.01 : 해군 제2함대사령관
- 2018.01 ~ 2018.11 : 제52대 해군사관학교장
- 2018.11 ~ 2020.04 : 합참 군사지원본부장
- 2020.04 ~ 2021.12 : 제34대 해군참모총장
- 2022.01 ~ : 더불어민주당 입당
- 한양대학교(ERICA) 공학대학 국방정보공학과 특훈교수
- 재단법인 한미동맹재단 이사
- 2024.07 ~ 2025.06 : 제8대 (사)대한민국해군협회 회장

## 상훈
- 2011년 : 보국훈장 삼일장
- 2021년 : 보국훈장 통일장